# Mamadou Diarra
Mamadou Diarra (ur. 18 października 1970) – senegalski piłkarz grający na pozycji napastnika. W swojej karierze rozegrał 14 meczów i strzelił 3 gole w reprezentacji Senegalu.

## Kariera klubowa
Swoją karierę piłkarską Diarra rozpoczął w 1989 roku w klubie ASC Port Autonome. W sezonie 1989/1990 zadebiutował w jego barwach w pierwszej lidze senegalskiej. W sezonach 1989/1990 i 1990/1991 wywalczył z nim dwa tytuły mistrza Senegalu.
Latem 1994 Diarra przeszedł do belgijskiego trzecioligowego klubu ROC Charleroi-Marchienne. Występował w nim do 2001. Wtedy też przeszedł do czwartoligowego RACS Couillet. Grał w nim do końca swojej kariery, czyli do 2006.

## Kariera reprezentacyjna
W reprezentacji Senegalu Diarra zadebiutował 31 marca 1989 w wygranym 2:1 towarzyskim meczu z Marokiem, rozegranym w Dakarze. W 1990 roku powołano go do kadry na Puchar Narodów Afryki 1990. W nim zagrał w dwóch meczach: grupowym z Kamerunem (2:0) i o 3. miejsce z Zambią (0:1).
W 1992 roku Diarra był w kadrze Senegalu na Puchar Narodów Afryki 1992, jednak nie rozegrał w nim żadnego spotkania.
W 1994 roku Diarra został powołany do kadry na Puchar Narodów Afryki 1994. Na tym turnieju rozegrał jeden mecz, grupowy z Ghaną (0:1). Od 1989 do 1994 roku rozegrał w kadrze narodowej 14 meczów i strzelił 3 gole.